# Tachardiella lycii
Tachardiella lycii är en insektsart som först beskrevs av Leonardi 1911.  Tachardiella lycii ingår i släktet Tachardiella och familjen Kerriidae. Inga underarter finns listade i Catalogue of Life.